# Мілковел
Мілковел (рум. Milcovel) — село у повіті Вранча в Румунії. Входить до складу комуни Мера.
Село розташоване на відстані 163 км на північний схід від Бухареста, 22 км на північний захід від Фокшан, 95 км на північний захід від Галаца, 102 км на схід від Брашова.

### Історія села Мілковел
1. Ранній період: Як і багато інших сіл в регіоні Вранча, Мілковел має глибоке історичне коріння. Регіон Вранча відомий своєю багатою історією, що сягає ще до часів середньовіччя, коли ці землі були населені давніми дакійськими племенами, а пізніше — під впливом римлян.
2. Середньовіччя: У середньовічний період регіон, включаючи Мілковел, був частиною Молдовського князівства. Цей період характеризувався постійними конфліктами з сусідніми державами, зокрема з Угорщиною, Польщею та Османською імперією.
3. Османський вплив: В період з XVI до XVIII століття, Вранча та інші частини Молдови перебували під васальною залежністю від Османської імперії. Хоча територія зберігала певну автономію, вона була змушена сплачувати данину та підкорятися зовнішньому управлінню. Це вплинуло на розвиток сільського господарства і культурне життя села.
4. Новий час: У XIX столітті після об'єднання Молдовського князівства та Валахії (яке відбулося в 1859 році) і утворення Румунії, село Мілковел стало частиною нової держави. Цей період приніс певну модернізацію та соціальні зміни.
5. XX століття: Як і в багатьох інших частинах Румунії, село пережило складні часи під час Другої світової війни та комуністичного режиму, який був встановлений після війни. Колективізація та інші соціально-економічні зміни суттєво вплинули на спосіб життя мешканців.
6. Сучасність: Після падіння комунізму в 1989 році Румунія перейшла до ринкової економіки. Село Мілковел, як і інші села в Румунії, зіткнулося з викликами демографічного скорочення та економічних труднощів. Проте, місцеві жителі продовжують займатися традиційними видами діяльності, такими як сільське господарство та ремесла.

### Культурні та природні особливості
- Культура: Мілковел зберігає традиції та культуру регіону Вранча, яка відома своїми фольклорними танцями, музикою та ремеслами. Село бере участь у святкуванні місцевих фестивалів та збереженні народних звичаїв.
- Природа: Регіон Вранча відомий своїми мальовничими ландшафтами, пагорбами та виноградниками. Природа навколо села є важливою частиною життя місцевих мешканців, і багато з них займаються виноградарством та виробництвом вина.

Село Мілковел є частиною історичного та культурного спадку Румунії, і його історія відображає багаті та складні процеси, які формували цей регіон протягом століть.

## Населення
За даними перепису населення 2002 року у селі проживали 360 осіб, усі — румуни. Усі жителі села рідною мовою назвали румунську.